# Charles Kettering
Charles Franklin Kettering (ur. 29 sierpnia 1876 w Loundonville, zm. 24 lub 25 listopada 1958) – amerykański rolnik, nauczyciel, mechanik, inżynier, naukowiec, wynalazca i filozof.

## Życiorys
Urodził się jako czwarte dziecko Jakuba i Marty Ketteringow w Loundonville (Ohio). W roku 1904 uzyskał tytuł inżyniera elektryczności na Ohio State University. Karierę zawodową rozpoczął w National Cash Register. Następnie razem z Edwardem A. Deeds’em i Haroldem E. Talbottem założył Dayton Engineering Laboratories Company (DELCO), która wkrótce przeszła na własność General Motors, którego Kettering został wiceprezesem w 1920 r.
Kettering uzyskał ponad 300 patentów. Jest wynalazcą elektrycznego rozrusznika samochodowego, który zastąpił korbowy mechanizm rozruchowy. Był także pionierem w zastosowaniu magnetyzmu w diagnostyce medycznej.
Kettering w 1905 roku poślubił Oliwię Williams. W trzy lata później narodził się ich jedyny syn – Eugeniusz. W 1914 r. wybudował dom zwany Ridgeleigh Terrace. Był to prawdopodobnie pierwszy dom w USA posiadający elektryczną klimatyzację.
Kettering miał umiejętność pisania dwoma rękoma dwóch różnych tekstów w dwóch różnych językach przy czym jeden od lewej do prawej, a drugi na odwrót.